# Ataharre
Se llama ataharre a una parte del atalaje de la caballería. 
Es una banda de cuero más ancha que el petral que termina como este en dos muletillas que se enganchan a dos presillas con las que se sujeta al camón trasero. Se coloca la ataharre de manera que su parte media toque las nalgas del animal y sus extremos abracen el tercio posterior hasta atarse en el camón trasero de modo que no permita por estar demasiado apretado o flojo, que la carga se dirija ni hacia atrás ni hacia delante.